# Emrecan Uzunhan
Emrecan Uzunhan (* 26. Februar 2001 in Istanbul) ist ein türkischer Fußballspieler, der seit 2022 beim Beşiktaş Istanbul unter Vertrag steht.

## Karriere
Von 2012 bis 2014 spielte Uzunhan für den Jugendverein Galatasaray S.K. Von 2014 bis 2020 war er für den Jugendverein Istanbulspor tätig.  Danach spielte er 2020 seinen ersten Profivertrag bei İstanbulspor. Am 19. Juli 2022 unterzeichnete Uzunhan einen Fünfjahresvertrag mit dem Süper-Lig-Klub Beşiktaş Istanbul.
Am 9. Februar 2023 wurde er bis zum Ende der Saison an Antalyaspor ausgeliehen. Danach kehrte er wieder zu Beşiktaş zurück.